# Barbus lornae
Barbus lornae är en fiskart som beskrevs av Ricardo-bertram, 1943. Barbus lornae ingår i släktet Barbus och familjen karpfiskar. IUCN kategoriserar arten globalt som otillräckligt studerad. Inga underarter finns listade.